# 检断沙汰
检断沙汰（日语：検断沙汰（Kendan Sata））是中世纪日本使用的法律术语，指与刑事案件相关的诉讼及审判。

## 概要
“检断”一词，意指统治与审判。由于在中世纪的日本，治安行政与刑事司法尚未分化，因此统治行为与司法审判紧密相连。（据《日葡辞书》记载，“检断”亦指执行统治与审判的职位。）检断沙汰包含了对威胁社会治安的罪行的诉讼与审判，例如杀人、伤害、盗窃、抢劫以及谋反等案件。
在镰仓幕府时期，检断沙汰的管辖权，东国由侍所负责，西国则由六波罗探题的检断奉行掌管。
进入室町时代后，检断权（即统治与审判权）逐渐分散，权力由幕府下放至守护，再到国人及惣村。例如，也出现了由惣村自行行使检断权的“自检断”现象。